# Shawan (ort i Kina)
Shawan är en ort i Kina. Den ligger i provinsen Hunan, i den södra delen av landet, omkring 310 kilometer väster om provinshuvudstaden Changsha. Antalet invånare är 980.
Runt Shawan är det ganska tätbefolkat, med 214 invånare per kvadratkilometer. Närmaste större samhälle är Hongjiang, 10,6 km söder om Shawan. I omgivningarna runt Shawan växer i huvudsak blandskog.
Genomsnittlig årsnederbörd är 1 942 millimeter. Den regnigaste månaden är maj, med i genomsnitt 306 mm nederbörd, och den torraste är december, med 60 mm nederbörd.